# Normannenschlacht 880
Bei der Normannenschlacht im Februar 880 vernichtete ein Wikingerheer ein vornehmlich aus Sachsen bestehendes Aufgebot unter der Führung des Liudolfingers Brun. 

## Geschichte
Nachdem die dänischen Normannen (Nordmänner = Wikinger) 845 Hamburg (Hammaburg) geplündert und niedergebrannt hatten und deshalb der dortige Sitz des Erzbischofs von Hamburg nach Bremen verlegt worden war, blieb das sächsische Norddeutschland von ihren Beutezügen unter Ludwig dem Deutschen unbehelligt. Von ihren festen Lagern in Friesland aus verwüsteten dänische Wikinger das Rhein-Moselgebiet und das Westfrankenreich, wo Städte und Klöster reichere Beute versprachen als im ostfränkischen Sachsen. 
880 fiel eine starke dänische Wikingerflotte in den Raum an der Unterelbe ein. Da der ostfränkische König Ludwig III. der Jüngere das Heer nicht selbst anführen konnte, übertrug er den Oberbefehl über das in seinem Namen aufgebotene Heer auf Brun. Ludwig III. selbst schloss zur gleichen Zeit mit seinen westfränkischen Vettern den Vertrag von Ribemont, der ihm die Herrschaft über Lotharingien einbrachte, und kämpfte an der unteren Schelde gegen die Normannen. Die Wahl Ludwigs III. fiel auf Brun, weil er der Bruder der Königin war. Die Schlacht endete mit einer Niederlage des sächsischen Aufgebotes, die einer Katastrophe gleichkam. Brun, die Bischöfe Theoderich von Minden und Markward von Hildesheim sowie elf weitere namentlich genannte Grafen und alle, die ihnen folgten, verloren dabei ihr Leben. Die Fuldaer Annalen nennen die Namen der Grafen Wigmann, Bardo, eines anderen Bardo, eines dritten Bardo, Thiotheri, Gerich, Luiutolf, Folcwart, Avan, Thiotric und Liuthar. Viele Überlebende gerieten in Gefangenschaft.

## Folgen
Erzbischof Rimbert von Bremen opferte den Großteil seines Vermögens und verkaufte Teile des Bremer Kirchenschatzes, um die Gefangenen freizukaufen. Die Mark östlich der Unterelbe ging verloren. Der genaue Ort der Schlacht – in der Lüneburger Heide oder bei Stade – ist nicht gesichert.
Wikinger haben danach trotz dieses Sieges mehr als ein Jahrhundert lang (bis 994) in Sachsen keine vergleichbaren Einfälle mehr unternommen.